# Szabó Margit Klára
Szabó Margit Klára (Székelyudvarhely, 1915. március 10. – Kolozsvár, 2002. október 13.) erdélyi magyar zenetanár, tankönyvíró.

## Életútja, munkássága
Szülővárosában végzett, a Református Tanítónőképzőben (1935). 1933-tól tanítónő, 1940-től igazgatósági titkárnő a székelyudvarhelyi Református Tanítónőképző gyakorló elemi iskolájában. 1944-ben zenetanári oklevelet szerzett a kolozsvári Zeneművészeti Főiskolán; 1946-tól a kolozsvári Zenei Líceumban a szolfézs-zeneelmélet és mellékzongora tanára.
Első írása (A tanítónőképző hatása növendékeire) az Ifjú Erdélyben jelent meg 1935-ben. Hosszú pedagógiai pályájának tapasztalatait az elemi osztályosok zenei tanulmányait elősegítő gyűjteményekben és egy tankönyvben foglalta össze.

## Munkái
- Énekgyűjtemény az I–IV. osztály számára (társszerzők: Benkő András és Péter Loránd. Bukarest, 1959);
- Énekeskönyv. Tankönyv a III. osztály számára (Bukarest, 1966-tól több kiadásban);
- Énekeskönyv. Tankönyv a III–IV. osztály számára (Bukarest, 1969-től több kiadásban);
- Dalolj velünk. Énekgyűjtemény az I–IV. osztály számára (Nagy István előszavával, Bukarest, 1972). A kötet a magyar és más népek gyermekdalai mellett két- és háromszólamú kórusműveket, elsősorban népdalfeldolgozásokat tartalmaz; Bartók Béla, Kodály Zoltán, Szőnyi Erzsébet, Ádám Jenő, Bárdos Lajos, Farkas Ferenc, Járdányi Pál, Kadosa Pál, Viski János és néhány román szerző művei mellett a romániai magyar szerzők (Birtalan József, Csíky Boldizsár, Hubbes Walter, Szabó Csaba, Terényi Ede, Zoltán Aladár) gyermekkari műveivel is megismerteti a kisiskolásokat.